# 19676 Ofeliaguilar
19676 Ofeliaguilar este un asteroid din centura principală de asteroizi.

## Descriere
19676 Ofeliaguilar este un asteroid din centura principală de asteroizi. A fost descoperit pe 9 septembrie 1999 la Socorro, New Mexico, în cadrul proiectului LINEAR. Asteroidul prezintă o orbită caracterizată de o semiaxă mare de 2,24 ua, o excentricitate de 0,14 și o înclinație de 6,2° în raport cu ecliptica.